# نيكولاي كاموف

نيكولاي كاموف.

ولد نيقولاي كاموف (بالروسية: Никола́й Ильи́ч Ка́мов) وميخائيل ميل المتنافسان الرئيسيان في مجال تصميم المروحيات السوفيتية في حي سكني واحد بمدينة واحدة. وهي مدينة إركوتسك الواقعة في سيبيريا الشرقية. ولم يعرف الجمهور الروسي حتى الآونة الأخيرة اسم كاموف لكونه مصمم مروحيات حربية خاصة خلافًا لزميله ميخائيل ميل مصمم المروحيات المدنية والعسكرية. وقد تغير الوضع بالنسبة لكاموف بعد تصميمه لمروحية «كاموف كا – 50» المعروفة ب «القرش الأسود» التي اثارت نقاشات حادة في الصحافة حول ضرورة صنعها على دفعات.
ولد نيقولاي كاموف في 1 سبتمبر/أيلول عام 1902 في مدينة اركوتسك بعائلة مثقف روسي. وعمل والده استاذا للادب الروسي كما تم تعيينه لاحقا في منصب مدير كلية التجارة بمدينة اركوتسك، الامر الذي ساعد ابنه على تلقي التربية المنزلية الممتازة.
ومن المعروف ان نيقولاي الشاب كان يبدي اهتمامًا دائمًا بالطائرات والعلم والبحوث العلمية، وذلك من خلال إقباله على قراءة المجلات التكنولوجية. ويبدو أنه حاول أن يطلع مباشرة على الطيران فقام بزيارة عدة مرات ميدان سباق الخيل في إركوتسك حيث كانت تجري آنذاك التحليقات الاستعراضية للطيارين الروس.
في عام 1918 تخرج كاموف من كلية التجارة في إركوتسك وتم تكريمه بشهادة خاصة ابرزت موهبته اللامعة في مجال الرياضيات، الامر الذي حدد مصيره اللاحق. سافر الشاب البالغ من العمر 16 عاما إلى مدينة توبولسك في سبيريا حيث التحق بكلية الرياضيات بمعهد توبولسك التكنولوجي. وكان الكسندر كفاسنيكوف أحد تلامذة جوكوفسكي يشغل حينذاك منصب رئيس القسم الدراسي الخاص بالمحركات، علمًا انه شارك في الحرب العالمية الأولى وكان طيارًا وعالمًا في آن واحد واشرف على تخريج أكثر المصممين السوفيت شهرة بمن فيهم ميل وكاموف.
وفي عام 1923 تخرج كاموف من المعهد التكنولوجي وحصل على شهادة في هندسة الطيران. وفي العام نفسه غادر كاموف مدينة توبولسك متوجها إلى موسكو حيث عمل مهندسًا في معمل «يونكرز» لتجميع الطائرات واطلع على تكنولوجيات صنع الطائرات. وبحلول عام 1925 تم تعيين كاموف رئيسا لفريق المصممين في المعمل.
ظهرت في الغرب بمنتصف العشرينات طائرة جديدة اخترعها المهندس الأسباني خوان دي سيلفا. وكانت تلك الطائرة عبارة عن نموذج وسطي بين الطائرة التقليدية والطائرة العمودية واطلقت عليها تسمية «افتوجير» أو هلكوبتر. لم تكن الهلكوبتر بحاجة إلى مدرج طويل وكان بمقدورها التحليق بسرعة بطيئة جدا. واثار اختراع الهلكوبتر حماسًا شديدًا في نفس المهندس الشاب كاموف فقرر ان يصمم نظيرًا لها سوفيتي الصنع. وتمكن كاموف من تحقيق هذه الفكرة في عام 1929 بالتعاون مع المهندس سكريجانسكي وأطلق على المنتج وقتها «كاسكر-1..المهندس الأحمر».
وبعد تحقيق هذا الإنجاز وجهت إلى كاموف دعوة للعمل في المعهد الايرودينامي المركزي في موسكو. حيث تم تشكيل عدة فرق خاصة بتصميم الهلكوبترات. واحتلت الهلكوبتر من طراز «آ-7» مكانة خاصة ضمن الطائرات الجديدة، علما انها اتصفت بالوزن الكبير الذي يبلغ 2.2 طن لدى اقلاع الطائرة. واقلعت الهلكوبتر من نوع جديد لأول مرة في عام 1934.
وفي عام 1940 أُنشئ بمبادرة من نيقولاي كاموف أول مصنع للهلكوبترات في الاتحاد السوفيتي. وكان كاموف مديرا فيه. وفي عام 1941 تم نقل المصنع إلى إحدى المناطق الشرقية حيث صار ينتج الطائرات التقليدية التي كان الجيش الأحمر بحاجة ماسة إليها.
وبعد انتهاء الحرب الوطنية العظمى باشر كاموف ومكتبه للتصاميم بتصميم هلكوبترات ذات مروحتين أطلق عليها اسم المروحية.
وقام مكتب كاموف للتصاميم في السنوات اللاحقة بتصميم وصنع «عائلة من المروحيات» المبنية على مخطط المروحتين العموديتين والتي حازت على العديد من الجوائز في معرض «لو بورجي» للطيران في باريس ومعرض انجازات الاقتصاد الوطني وغيرها من المعارض. وبينها المروحيات «كا – 15» المدنية التي حطمت الرقم القياسي العالمي من حيث سرعة الطيران والمروحية «كا-18» المتعددة الأغراض التي أطلق عليها سيارة طائرة لخفتها وقابليتها للمناورة والمروحية «كا-25» ذات المحركين التوربينيين الحائزة على جائزة بروكسل للطيران.
وفي عام 1965 تم تصميم المروحية «كا – 26» المتعددة الأغراض ذات المحركين التي يمكن إعادة تجهيزها بسرعة لتنفيذ أي مهمة كانت.
ويعتبر تصميم المروحية «كا-22» من آخر انجازات نيقولاي كاموف. وتتصف هذه المروحية بانها تستخدم جناحا ومروحة بغية تشكيل القوة الدافعة، الامر الذي يمكنها من بلوغ سرعة 336 كيلومترا في الساعة ورفع حمولة تجارية تبلغ 16.5 طنا على ارتفاع 2.5 الف متر.
وكانت الطائرات التي تصمم في مكتب كاموف اعوام الستينات والسبعينات تُصدّر إلى 14 دولة اجنبية.

## الوفاة
توفي نيقولاي كاموف عام 1973. ومنحته الحكومة السوفياتية لقب بطل العمل الاشتراكي وكبير المصممين للطيران السوفيتي. كما أنه حاز على العديد من الجواز الحكومية ودكتوراه الدولة في العلوم الفنية. ويعود إلى نيقولاي كاموف فضل تربية اسرة كبيرة من المصممين السوفيت، وبينهم مصمم المروحيات ميخائيل ميل.